# Czy lubisz Hitchcocka?
Czy lubisz Hitchcocka? (tytuł oryg. Ti piace Hitchcock?) – włosko-hiszpański telewizyjny film fabularny (thriller z podgatunku giallo) z 2005 roku, napisany i wyreżyserowany przez Daria Argenta.

## Obsada
- Elio Germano − Giulio
- Chiara Conti − Federica
- Elisabetta Rocchetti − Sasha
- Cristina Brondo − Arianna
- Iván Morales − Andrea
- Edoardo Stoppa − inspektor
- Elena Maria Bellini − matka Giulio
- Horacio José Grigaitis − inspektor
- Lynn Swanson − ortopeda